# Jacek Synoradzki
Jacek Synoradzki (ur. 12 grudnia 1968 w Częstochowie) – zawodnik stylu Karate Kyokushin.
Jeden z najbardziej utytułowanych polskich zawodników w Kyokushin.
Jeden z nielicznych Polskich Karateków, który brał udział w Mistrzostwach Świata w Japonii.
Wielokrotny Mistrz Polski, Europy.
W 2006 roku zdobył 2 miejsce w Mistrzostwach obu Ameryk.
Jacek Synoradzki jest obecnie posiadaczem 1 Dan w Kyokushin.
Jest również od lat dziewięćdziesiątych w Kadrze Narodowej Karate Kyokushin.
Osiągnięcia:
- Mistrz Europy - 2004, 2005
- Mistrz Ameryk - 2005, 2-miejsce w 2006
- Liczne tytuły regionalne oraz trzy razy stawał na podium mistrzostw Polski w latach 90 XX wieku